# 守山城 (越中国)
守山城（もりやまじょう）は、越中国射水郡守山（現・富山県高岡市東海老坂）にあった日本の城（山城）。本丸跡は高岡市指定史跡。
松倉城（魚津市）、増山城（砺波市）と並び、越中三大山城と称された。とやま城郭カードNo.29。

## 概要
海老坂城、二上城ともいう（『三州志』故墟考）。越中平野を一望に見下ろし、城山は高く道険しく前方は小矢部川、後方は氷見の湖水に挟まれた要害である。
富山県や高岡市は、平成25年（2013年）度から城跡の詳細調査を開始し、測量調査や史料調査、地中レーダー探査などを行なっている。

## 歴史
築城時期は明らかではない。南北朝時代の末期、建徳2年（1371年）7月、南朝方の桃井直常が、石動山天平寺の衆徒と共に、越中国守護・斯波義将の本城・守山を攻め落とした、とあるのが史料上の初見である。
斯波氏が越中守護の頃、この城を拠点（守護所）として反抗勢力と対していた。斯波氏と桃井氏がこの城を奪いまた奪い返されるなどの抗争を繰り広げた。のち、越中守護職は畠山氏に移るが、畠山氏もこの城を拠点とし、守護代の神保氏が城を支配した。神保氏の居城であった放生津城の詰城としての役割があった。永正16年（1519年）、越後国の長尾為景が越中に侵攻した際に、神保慶宗はこの城に籠って対抗した。
永禄11年（1568年）3月、上杉謙信は大軍を率いて越中国へ侵攻し、守山城を攻撃している。当時の守山城主で織田家と婚姻関係にある神保氏張は、謙信に降伏して配下となっていた神保氏当主の神保長職と対立していた。この時は謙信の本国・越後で本庄繁長の乱が起きたため、謙信は守山城攻めを中止し、引き上げている。
この後、神保氏張もまた上杉氏の配下となったが、謙信没後の御館の乱による混乱で、上杉氏は越中での勢力を大幅に失っていく。代わって織田信長の勢力が及んだ。神保氏張も再度織田の傘下となり、織田家臣で越中を任された佐々成政の与力として仕え、子息の婚姻関係により佐々氏の一門格となった。
天正13年（1585年）、豊臣秀吉と対立した佐々成政に対し、秀吉に属す前田利家の軍勢が、上杉景勝と呼応し東西から越中に来襲した。氏張も佐々方として転戦した。阿尾城の菊池武勝が豊臣方（前田方）に寝返ったため、氏張はこれを攻めるために出陣したが、その隙に守山城で家臣が謀反を起こし、留守を守っていた父の神保氏重が討たれて城は乗っ取られた。氏張は軍を返して鎮圧したため、城は再び佐々方のものとなったが、前田軍が来襲し、守山城は攻め落とされた。敗北した佐々氏が没落すると佐々一門扱いの神保氏張も連座して領地を失い、守山城を含む越中三郡（礪波・射水・婦負）は前田氏のものとなった。
豊臣秀吉は先の城攻めを賞賛し、利家の嫡子である前田利長に守山城を与えた。文禄4年（1595年）には蒲生騒動に伴う領地替えで 、残る一郡（新川）も前田領とされ、上杉家の越中衆（土肥氏・舟見氏・吉江氏など）から青山吉次らが諸城を受け取る。慶長3年（1598年）に家督と加賀を譲られた利長は尾山城（金沢城）に移る。 前田家家臣（一族）の前田長種が守将となったが 、前田家二代目（嫡男）と一家臣（城代）ではその家臣の数も違ったのであろう、守山城下は寂れたとも伝わる（関ヶ原の後、富山城も再建され、守山にあった寺などが移る）。

## 遺構・復元施設
現在は「二上山公園」となっている。
- 石垣 - 頂上から一段下がった所の木道両脇に石垣が残る
- 竪堀
- 国定公園「城山」石碑
- 三の丸跡・二の丸跡
- 本丸跡と案内板 - 屋根のある「守山城址」木製案内板
- 腰曲輪跡
- 西尾根郭群の堀切
- 平和観音像

## 交通
- 能越自動車道・高岡ICから20分[12]
  - 万葉ラインで城址まで自動車で登城可能